# كوشك قاضي (مقاطعة فسا)
كوشك قاضي (بالفارسية: کوشک قاضی) هي قرية تقع في قسم كوشك قاضي الريفي في إيران. يقدر عدد سكانها بـ 4,053 نسمة .